# HD74067
HD74067 — подвійна зоря. 
Ця подвійна система має видиму зоряну величину в смузі V приблизно 5,3.
Вона розташована на відстані близько 280,4 світлових років від Сонця.

## Подвійна зоря
Головна зоря цієї системи належить до хімічно пекулярних зір й має спектральний клас A0.
В той же час спектральний клас іншої компоненти залишається  ще не визначеним.

## Фізичні характеристики
Зоря HD74067 обертається 
порівняно повільно 
навколо своєї осі. Проєкція її екваторіальної швидкості на промінь зору становить  Vsin(i)= 33км/сек.
Телескоп Гіппаркос зареєстрував фотометричну змінність  даної зорі з періодом    3,11 доби в межах від  Hmin= 5,20 до  Hmax= 5,15.

## Пекулярний хімічний склад
Зоряна атмосфера HD74067 має підвищений вміст 
Si
.